# Paul Carbone

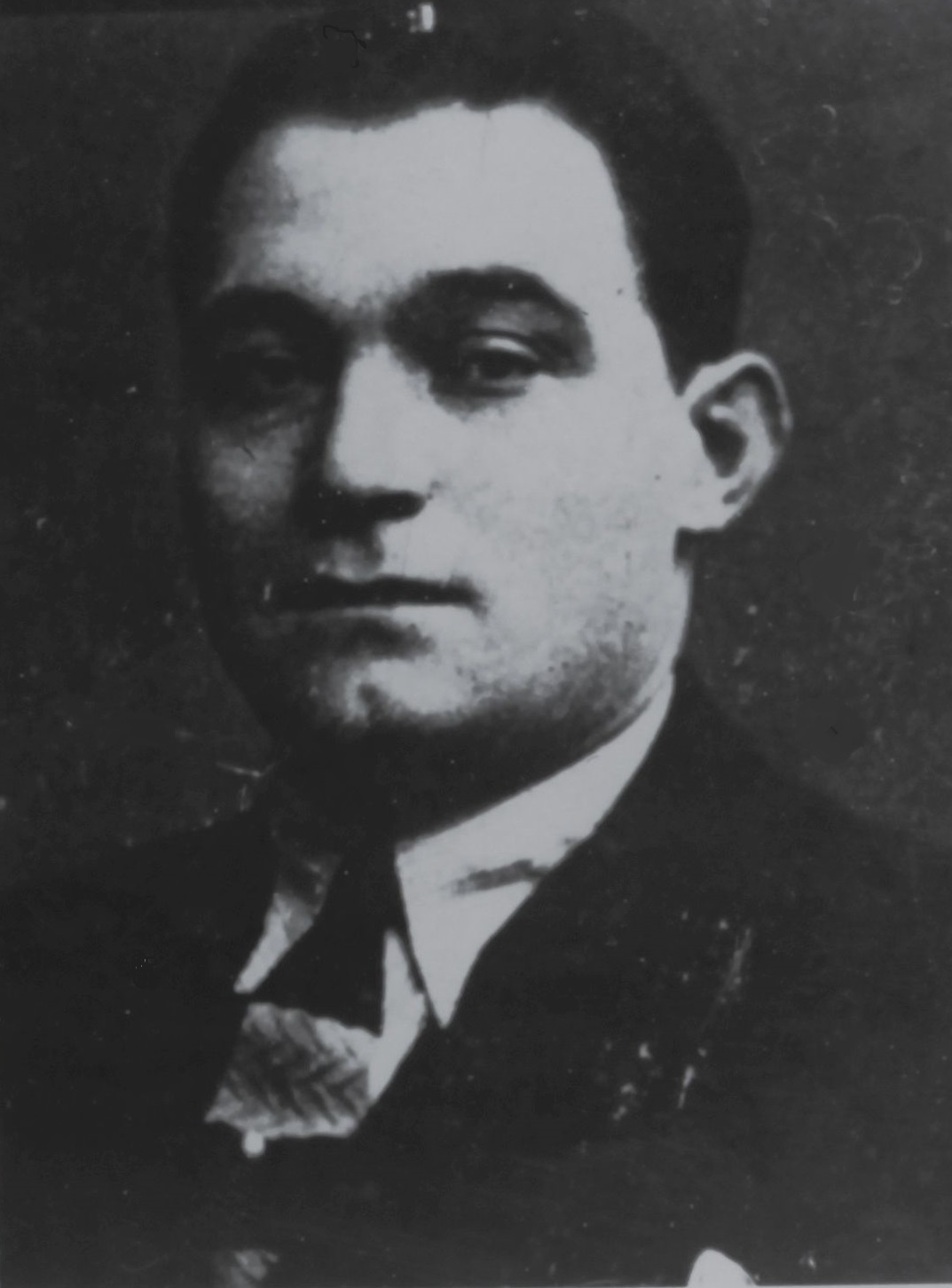
Paul Carbone um 1934

Paul Carbone (* 15. Februar 1894 in Propriano, Korsika; † 16. Dezember 1943 nahe Chalon-sur-Saône, Frankreich) war ein Krimineller im Marseiller Halbwelt-Milieu. In den 1920er Jahren entwickelte er sich zum mächtigsten Mafia-Boss  Marseilles, und in den 1930er Jahren bis zu seinem gewaltsamen Tod 1943 war er dort gemeinsam mit seinem Partner François Spirito eine der zentralen Figuren.

## Leben
Paul Carbones herausragende Machtstellung begründete sich vor allem durch seine guten politischen Kontakte, die bis zum ersten Mitarbeiter des Bürgermeisters von Marseille Simon Sabiani reichten.
1934 ließ er von seinen Männern im Auftrag zahlungskräftiger Unternehmer die Hafenarbeiterstreiks niederschlagen. Während des Zweiten Weltkriegs schlossen sich er und Spirito der französischen Gestapo, der Carlingue, an und durften im Gegenzug weiter unbehelligt ihren illegalen Geschäften nachgehen.
Carbone starb 1943 in der Nähe von Chalon-sur-Saône bei einem Attentat der Résistance auf einen Zug, den er gemeinsam mit deutschen Besatzungstruppen genutzt hatte.

## Rezeption in der Populärkultur
Der Film Borsalino mit Alain Delon als Roch Siffredi und Jean-Paul Belmondo als François Capella ist durch das Wirken von Spirito und Carbone inspiriert.